# ÖBB 5147
De serie 5147 is een tweedelig diesel treinstel voor het regionaal personenvervoer van de Oostenrijkse spoorwegmaatschappij Österreichische Bundesbahnen (ÖBB).

## Geschiedenis
De Österreichische Bundesbahnen gaf in 1983 aan Jenbacher Werke in Jenbach opbracht voor de bouw van nieuwe dieseltreinen naar voorbeeld van de Duitse BR 627 De eerste trein werd in juni 1987 op een rit tussen Jenbach en Rosenburg am Kamp aan de vakpers gepresenteerd. Het treinstel is uit de serie 5047 door Jenbacher Werke verder ontwikkeld tot een tweedelige eenheid.

## Constructie en techniek
Het treinstel is van een Schroefkoppeling voorzien. De treinen werden geleverd als motorwagen met hydraulische transmissie. Deze treinen kunnen tot drie stuks gecombineerd rijden. De treinen zijn uitgerust met luchtvering.

## Treindiensten
De treinen worden door de Österreichische Bundesbahnen (ÖBB) ingezet op de volgende trajecten:
- Wels - Grünau im Almtal
- Linz-Urfahr - Aigen-Schlägl